# New York Mercantile Exchange
New York Mercantile Exchange, afgekort als NYMEX, is een Amerikaans derivatenbeursbedrijf gelegen in Battery Park City in New York, met als handelsfunctie uitwisseling in grondstoffen.
De beurs is eigendom van derivatengigant CME Group uit Chicago. New York Mercantile Exchange is het grootste bedrijf op het gebied van handel in grondstoffen.

## Geschiedenis

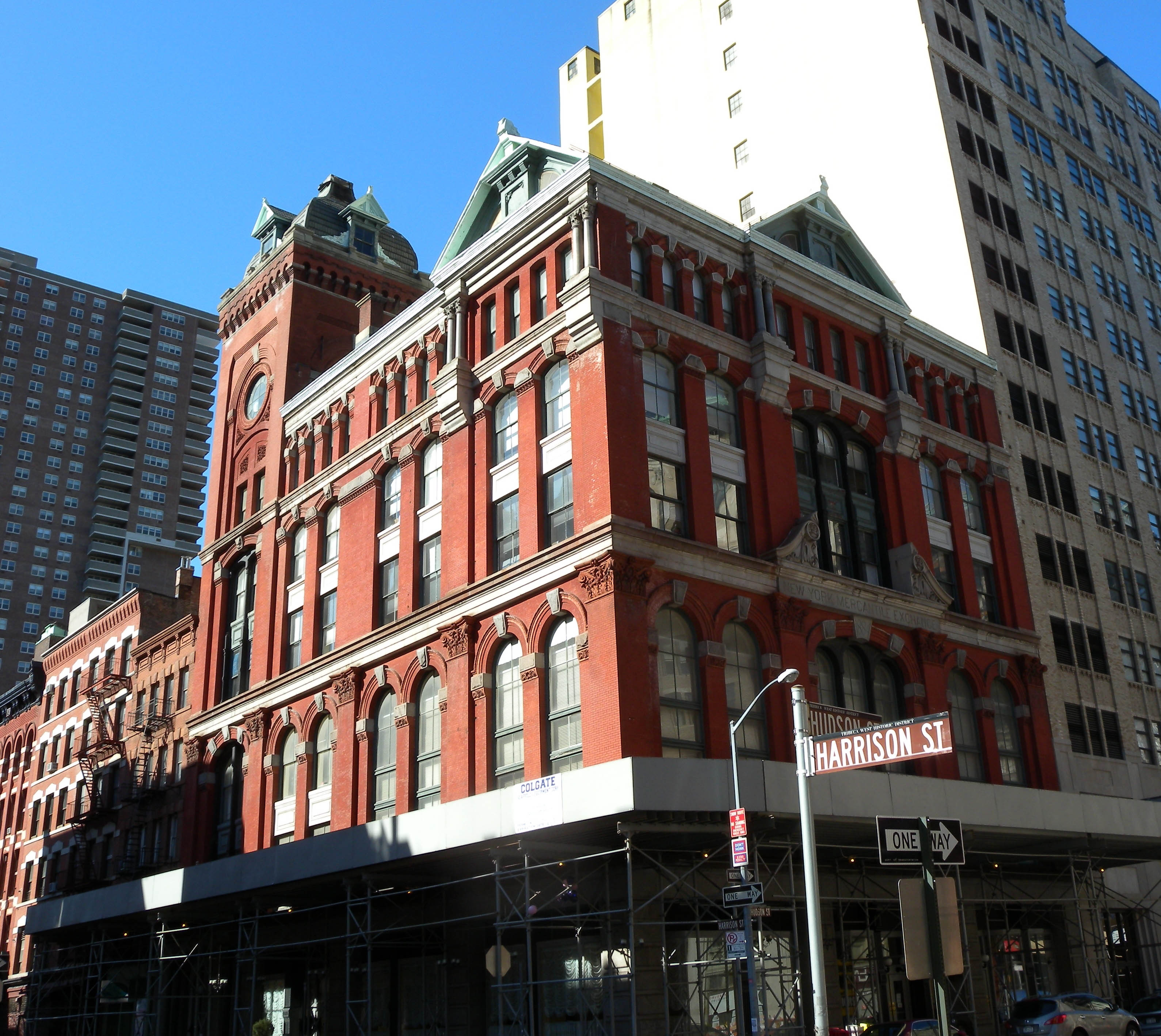
NYMEX op 6 Harrison Street, niet meer in gebruik

New York Mercantile Exchange werd opgericht in 1882. Uitwisseling in grondstoffen kent zijn oorsprong in het midden van de 19e eeuw, toen zakenlieden marktfora organiseerden om handel in grondstoffen te faciliteren. Deze marktplaatsen boden kopers en verkopers een plaats om de kwaliteit, normen en zakelijke regels vast te stellen. Tegen het einde van de 19e eeuw waren er ongeveer 1600 marktplaatsen in havens en spoorwegstations.
Vanaf het jaar 1872 trokken handelaars naar Manhattan en creëerden de "Butter and Cheese Exchange" van New York. Men wou voornamelijk orde en standaardisatie brengen in de chaotische omstandigheden die er in hun sector bestonden. Eierhandel was algauw een belangrijk onderdeel van de handel die op de beurs werd gevoerd en de naam werd snel gewijzigd in "Butter, Cheese, and Egg Exchange". In 1882 veranderde de naam uiteindelijk in de New York Mercantile Exchange - afkorting NYMEX - na het starten van handel in conserven en pluimvee.
De twee belangrijkste componenten van het bedrijf zijn de New York Mercantile Exchange en Commodity Exchange (COMEX), die ooit afzonderlijk in handen waren van beurzen. NYMEX Holdings, het voormalige moederbedrijf van de New York Mercantile Exchange en COMEX, werd genoteerd op de New York Stock Exchange op 17 november 2006 onder het ticker symbol NMX. Op 17 maart 2008 sloot CME Group een permanente overeenkomst om NYMEX Holdings over te nemen voor $ 11,2 miljard in contanten en aandelen en de liquidatie werd voltooid in augustus 2008. NYMEX en COMEX opereren nu als aangewezen contractmarkten van de CME Group. De twee andere contractmarkten van de CME Group zijn de Chicago Mercantile Exchange en de Chicago Board of Trade.
Het nieuwe hoofdkwartier van NYMEX werd ontworpen door architect David Childs van Skidmore, Owings & Merill en is onderdeel van Brookfield Place. Het gebouw is verschillend van doch respecteert architecturaal de stijl van de andere gebouwen in het originele World Financial Center-complex, thans Brookfield Place genaamd. Het NYMEX-gebouw werd voltooid in 1997 en vervangt een gebouw dat is gelegen op 6 Harrison Street in de wijk TriBeCa.
Het huidige gebouw heeft een hoogte van 77 meter, telt 16 verdiepingen en bevindt zich op adres One North End Avenue in de residentiële wijk Battery Park City, tevens een van de meest recente districten van Lower Manhattan.

## Huidige situatie
NYMEX verhandelt voor miljarden dollars aan energiedragers, metalen en andere grondstoffen zoals benzine en steenkool, net als elektronische handelscomputersystemen. De genoteerde prijzen voor transacties op de beurs zijn de basis voor prijzen die mensen betalen voor verschillende grondstoffen over de hele wereld. NYMEX wordt gereguleerd door de Commodity Futures Trading Commission, een onafhankelijk agentschap van de overheid van de Verenigde Staten. Een bedrijf dat op de beurs handelt, moet als dusdanig haar eigen onafhankelijke makelaars sturen. Daarom vertegenwoordigen een aantal medewerkers een grote onderneming en de medewerkers van NYMEX leggen alleen de transacties vast in plaats van het voeren van de feitelijke handel.